# Кри ла Вил
Кри ла Вил (фр. Crux-la-Ville) насеље је и општина у источном делу централне Француске у региону Бургоња, у департману Нијевр која припада префектури Невер.
По подацима из 2011. године у општини је живело 424 становника, а густина насељености је износила 9,31 становника/km². Општина се простире на површини од 45,56 km². Налази се на средњој надморској висини од 300 метара (максималној 398 m, а минималној 246 m).

## Демографија
| 1907. | 1962. | 1968. | 1975. | 1982. | 1990. | 1999. | 2011. |
| ----- | ----- | ----- | ----- | ----- | ----- | ----- | ----- |
| 1.482 | 574   | 624   | 505   | 451   | 413   | 453   | 424   |

График промене броја становника у току последњих година